# 1,2-hexanodiol
El 1,2-hexanodiol o hexano-1,2-diol es un alcohol de fórmula molecular C6H14O2. Es isómero de posición del 1,6-hexanodiol y del pinacol, siendo un diol vecinal cuyos dos grupos funcionales hidroxilo se encuentran en las posiciones 1 y 2 de una cadena lineal de seis átomos de carbono. Es una molécula quiral dado que el átomo de carbono de la posición 2 es asimétrico. 

## Propiedades físicas y químicas
El 1,2-hexanodiol es un líquido incoloro o de color amarillo pálido con olor a palomitas de maíz. Con una densidad de 0,915 g/cm³, su punto de congelación es -25 °C y su punto de ebullición 223 °C.
En fase gaseosa, su densidad es 4,1 veces mayor que la del aire.
El valor estimado del logaritmo de su coeficiente de reparto (logP) entre 0,25 y 0,7, indica una mayor solubilidad en disolventes hidrófobos —como el 1-octanol— que en disolventes hidrófilos.
En disolución acuosa, presenta comportamiento micelar a concentraciones por encima de la concentración micelar crítica (CMC).

## Síntesis y usos
El 1,2-hexanodiol puede sintetizarse por reducción de 2-hidroxicaproato de etilo con trimetoxisilano, proceso catalizado por metóxido de litio, siendo el rendimiento del 99%:

También la reducción del 2,3-epoxihexan-1-ol, en este caso utilizando como agente Bu3SnH/Bu3Snl-óxido de fosfina, produce 1,2-hexanodiol.
Análogamente se puede usar como precursor 1,2-epoxihexano: en agua tiene lugar la apertura del anillo, generándose 1,2-hexanodiol, en una reacción catalizada por triflato de erbio(III).
Este diol también se puede obtener partiendo del 4-butil-2,2-dimetil-1,3-dioxolano, en una reacción de escisión en acetonitrilo acuoso empleando acetales de dicianocetona (DCKA) como catalizadores.
Una distinta ruta de síntesis implica la dihidroxilación de 1-hexeno con tetraóxido de osmio fluoroso (FOsO4) como catalizador reutilizable.
Los 1,2-dioles son conocidos agentes antimicrobianos.
En este contexto se ha estudiado el 1,2-hexanodiol, combinado con el 1,4-ciclohexanodiol, en la adsorción percutánea del fármaco metronidazol, antibiótico y antiparasitario; este diol retarda la adsorción de este fármaco, minimizando la toxicidad sistemática potencial mientras se mantiene la eficacia terapéutica.
Otro uso del 1,2-hexanodiol es como disolvente en cosméticos, formando parte de productos para el cuidado del cabello, cremas, lociones y geles, reemplazando a los parabenos. Puede tener aplicación como humectante, como desodorante para evitar el mal olor corporal o por sus propiedades antibacterianas.
Asimismo, se han investigado diversos 1,2-alcanodioles en cuanto a su potencial para irritar la piel: el 1,2-hexanodiol es el que produce una menor irritación, aumentando esta conforme la longitud de la cadena carbonada aumenta o disminuye de tamaño en relación con la de este diol.

## Precauciones
El punto de inflamabilidad del 1,2-hexanodiol es 122 °C, siendo su temperatura de autoignición 390 °C.
Es nocivo por inhalación y puede provocar irritación severa en los ojos.